# Kotovske, Rozdolne
Kotovske (în ucraineană Котовське) este un sat în comuna Slavne din raionul Rozdolne, Republica Autonomă Crimeea, Ucraina.

## Demografie
Componența lingvistică a localității Kotovske
     Rusă (51,66%)
     Tătară crimeeană (26,05%)
     Ucraineană (17,95%)
     Alte limbi (0,14%)
Conform recensământului din 2001, majoritatea populației localității Kotovske era vorbitoare de rusă (51,66%), existând în minoritate și vorbitori de tătară crimeeană (26,05%) și ucraineană (17,95%).